# Día Mundial Contra La Censura Cibernética
El Día Mundial contra la Censura Cibernética es un evento en línea que se lleva a cabo todos los años el 12 de marzo para generar apoyo para una Internet sin restricciones accesible para todos y para llamar la atención sobre las formas en que los gobiernos de todo el mundo están censurando la libertad de expresión en línea. El día se celebró por primera vez el 12 de marzo de 2008 , a petición de Reporteros Sin Fronteras y Amnistía Internacional. Se envió una carta escrita por Jean-François Julliard, secretario general de Reporteros sin Fronteras, y Larry Cox, director ejecutivo de Amnistía Internacional, a los directores ejecutivos de Google, Yahoo! Inc. y Microsoft Corporation para solicitar la observación del día. El evento anual está simbolizado por un logotipo creado por Reporteros sin Fronteras que consiste en un ratón de ordenador que se libera de una cadena.